# إيليانور ديفيس
ولدت الناشطة السياسية إيليانور ديفيس في سياتل، بواشنطن في عام 1992، إلا أنها أقامت في بورتلاند، بأوريغون في عام 1951. ومع حلول الستينيات من القرن العشرين، كانت ديفيس تشارك في مجموعة متنوعة من الأنشطة المجتمعية، بما في ذلك العمل التطوعي مع الاتحاد الأمريكي لسيدات الجامعات، واتحاد النساء الجامعيات الموحدات، ومجلس أوريغون لمساواة النساء، والتكتل السياسي النسائي لأوريغون.

## معلومات تاريخية
بحلول عام 1971، أصبحت ديفيس محققة في قسم الحقوق المدنية في مكتب العمل في أوريغون، بالإضافة إلى عملها في فريق مهام حول التمييز حسب الجنس في التعليم ولجنة الحاكم حول حالة النساء.

## وصلات خارجية
- The Eleanor Davis Papers at the University of Oregon